# Ези и тура
Ези и тура са имената на двете страни на една монета. Тура е страната с графичен образ, например лице, а ези е страната с числото, което обозначава номиналната стойност на монетата.

## Същност
В нумизматиката е възприето страните на монетите и медалите да се именуват по следния начин:
- аверс (съкращение Av.) – предната страна, наричана още фигурна или главна страна. Обичайно на нея е основния образ.
- реверс – задната страна. Обичайно илюстрира символите на власт (напр. герб, наименование на банката) и номиналната стойност.

Понятията аверс и реверс се използват и за ордени, флагове, отличия и др.

### Синоними
| Страна | Синоним                                               |
| ------ | ----------------------------------------------------- |
| тура   | аверс (фигурна страна; лицева страна; предна страна)  |
| ези    | реверс (цифрова страна; опакова страна; задна страна) |
| гурт   | кант (ръб)                                            |

## Етимология
Думата „ези“ произлиза от турската дума yazı и означава „написан текст, писменост".
Думата „аверс“ произлиза от лат. Adversus – обърнато с лицето.

## Произход
Думата аверс (Avers) е възприета от френския език за означение на предната страна на нумизматични обекти.

## Определяне на лицева страна
Има различни мнения коя страна е предна и коя задна. За монетите евро общата страна, или страната, която е със стойността и надписа „евро“ или „евроцент“, се счита като предна страна, а различаващата се страна, която е с националните символи, като задна страна или национална страна. Все по-често проблемът се решава с използването на понятията „фигурна“ и „цифрова“ страна, които при монетите обикновено са различни.